# Edefors
Edefors is een plaatsaanduiding / gehucht binnen de gemeente Boden. Het nietige dorpje is genoemd naar de plaatselijke stroomversnelling (fors) in de Lule. Edefors heeft plaatselijke bekendheid vanwege:
- het is de naamgever van de kerkgemeente aldaar, waarvan Harads het centrum is;
- de Edefors kerk, die niet in het dorpje staat maar in Harads; deze is in 1888 ingewijd, in 1917 deels afgebrand en 4 mei 1918 in gebruik genomen
- tussen 1891 en 1970 was Edefors de naam van de gemeente in deze buurt die toen opging in die van Boden; ook hier was Harads het bestuurscentrum;
- het is een van de plaatsen waar men ooit begonnen is aan het Engels Kanaal, dat nooit voltooid zou worden;
- gedurende de werkzaamheden aan dat kanaal vond er een volksoproer plaats, dat door militairen neergeslagen moest worden (1865);
- in de Lule ligt Laxede, een waterkrachtcentrale.
- Edefors ligt op de kruising van de Riksväg 97 en Zweedse weg 813

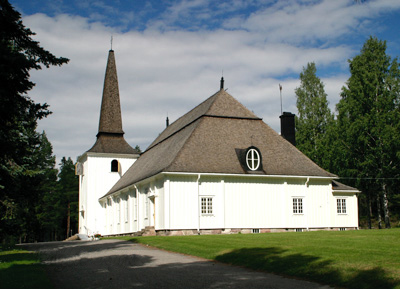
Edefors kerk

Bestuurscentrum: Boden (tätort)
Tätort: Bodträskfors · Gunnarsbyn · Harads · Sävast · Unbyn · Vittjärv
Småort: Åbergstorp · Brännberg · Bredåker · Buddbyn · Degerbäcken · Lakaträsk · Österåker · Överstbyn · Skogså · Sörbyn · Svartbjörnsbyn · Svartlå
Overig: Abramsån · Åkerholmen · Aldernäs · Alträsk · Åskogen · Brobyn · Flarken · Forsnäs · Forsträskhed · Gemträsk · Gransjö · Heden · Hundsjö · Inbyn · Lassbyn · Lombäcken · Mjedsjön · Mockträsk · Nedre Flåsjön · Norra Svartbyn · Norriån · Notträsk · Övre Flåsjön · Råbäcken · Rågraven · Rasmyran · Rödingsträsk · Rörån · Sandträsk · Skogså · Storsand · Svartbäcken · Södra Harads · Valvträsk · Vändträsk · Vibbyn
Wijk Boden: Södra Svartbyn en Trångfors